# Hermannia pillansii
Hermannia pillansii är en malvaväxtart som beskrevs av Robert Harold Compton. Hermannia pillansii ingår i släktet Hermannia och familjen malvaväxter. Inga underarter finns listade i Catalogue of Life.